# Tunel pod Martwą Wisłą
Tunel pod Martwą Wisłą, oficjalnie Tunel im. Ks. Abp. Tadeusza Gocłowskiego – tunel drogowy pod dnem Martwej Wisły w Gdańsku.
Tunel stanowi element Trasy Sucharskiego. Łączy zachodnią część miasta z Wyspą Portową, gdzie Trasa Słowackiego łączy się z Trasą Sucharskiego. Umiejscowiony jest nieco poniżej ujścia Kanału Kaszubskiego do Martwej Wisły. Od strony zachodniej wlot do tunelu znajduje się w okolicy ul. Wielopole, od wschodniej w okolicy ul. Kujawskiej. Szerokość rzeki wynosi w tym miejscu ok. 200 m. W najniższym miejscu tunel przebiega na głębokości około 35 metrów pod taflą rzeki. 

## Historia budowy

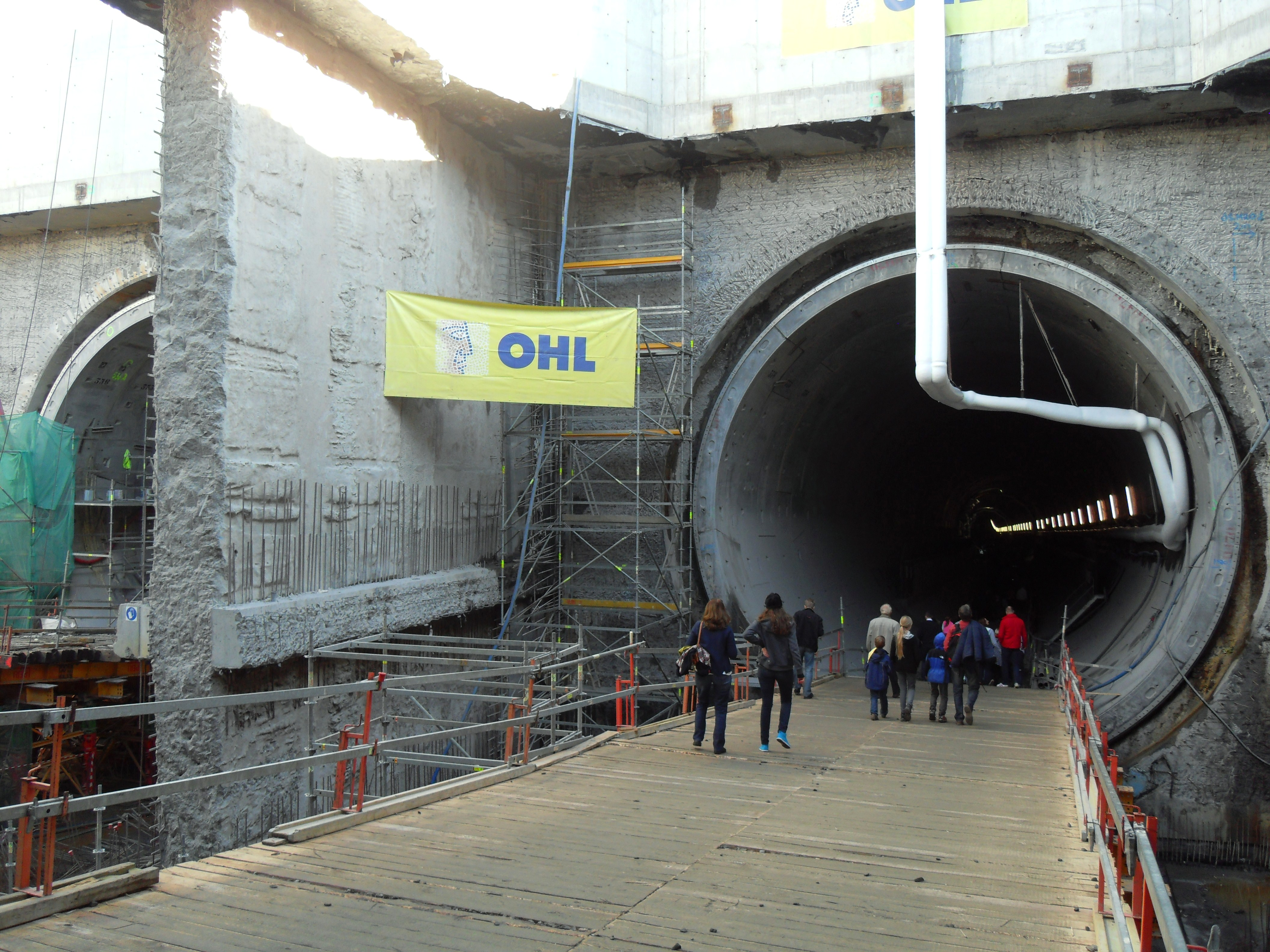
Budowa tunelu, październik 2014

Tunel wykonany został z użyciem maszyny drążącej TBM (ang. Tunnel Boring Machine), o wartości 80 mln zł, zbudowanej w ciągu 9 miesięcy w fabryce firmy Herrenknecht w Schwanau w Niemczech. Maszyna drążąca tunele z tarczą o średnicy 12,6 metra była największą maszyną użytą w tym czasie w Polsce. Nazwano ją „Damroka”, a po zakończeniu budowy, w 2020, zezłomowano.
Tunel składa się z dwóch korytarzy. Najpierw powstała południowa nitka. Drążenie rozpoczęło się po wschodniej stronie Martwej Wisły, maszyna wydostała się na powierzchnię w Letnicy. Została następnie zdemontowana i przetransportowana na wschodni brzeg. Tam zmontowano ją ponownie i rozpoczęto drążenie północnej nitki. Drążenie tunelu rozpoczęto 29 maja 2013 roku. Termin zakończenia prac budowlanych i oddania tunelu do użytku zaplanowano na październik 2014 roku, jednak potem kilkakrotnie go przesuwano. 
Jedna nitka tunelu składa się z 537 pierścieni prefabrykowanych (tzw. tubingów). Jeden pierścień składa się z 7 segmentów. Do ich produkcji zużyto prawie 47 tys. m³ betonu. Zostały one wykonane przez przedsiębiorstwo Pekabex. 

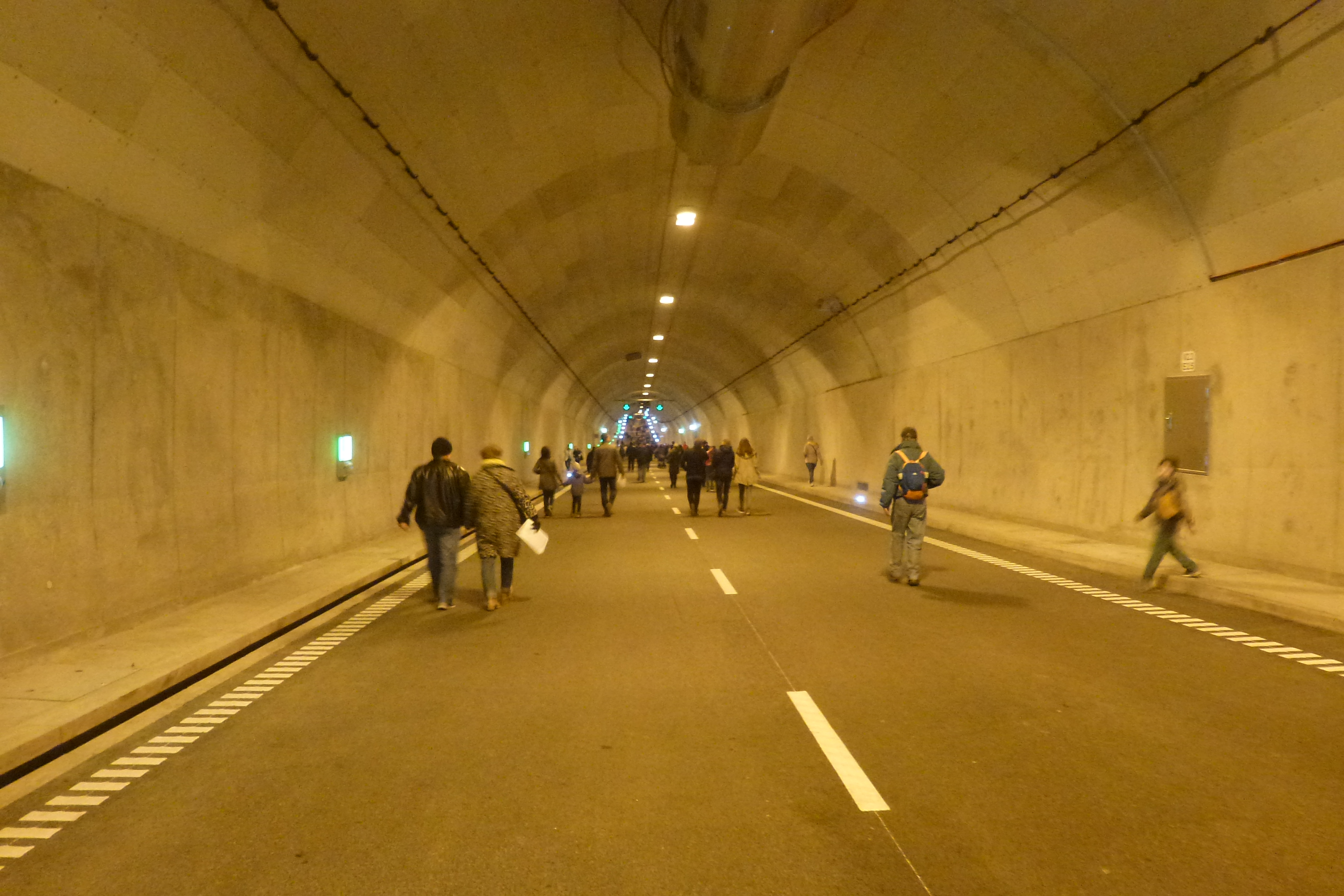
Udostępnienie przejścia mieszkańcom, kwiecień 2016

19 października 2014 tunel udostępniono dla mieszkańców, którym tego dnia umożliwiono przejście z Letnicy na Wisłoujście. W sobotę 23 kwietnia 2016 odbył się Dzień Otwarty dla rowerzystów, biegaczy i pieszych. Tunel można było zwiedzić w obydwu kierunkach. W niedzielę 24 kwietnia 2016 otwarto tunel dla samochodów. W 2017  r. z tunelu korzystało średnio 720 tys. pojazdów w miesiącu. 
Zgodnie z zapowiedziami władz Gdańska, każdego roku w trzecią sobotę kwietnia tunel jest zamykany dla samochodów i udostępniany dla rowerzystów.
Od 16 września 2016 tunel otrzymał oficjalnie patrona, którym został Tadeusz Gocłowski, pierwszy arcybiskup metropolita gdański.

## Koszt
Budowa tunelu była znacznie droższą inwestycją niż budowa mostu, jednak ten odcinek Martwej Wisły jest drogą wodną do gdańskich stoczni.
Najtańsza oferta wydrążenia tunelu wynosiła 885 mln zł, chociaż miasto zaplanowało na ten cel 510 mln zł. Po wielomiesięcznych sporach i odwołaniach we wrześniu 2011 roku zapadła decyzja o drążeniu tunelu. Całkowity koszt inwestycji wyniósł 1,450 mld złotych, z czego 1,150 mld zł pochodziło z UE. Wykonawcą prac była hiszpańska firma OHL.